# Antoine Baumé

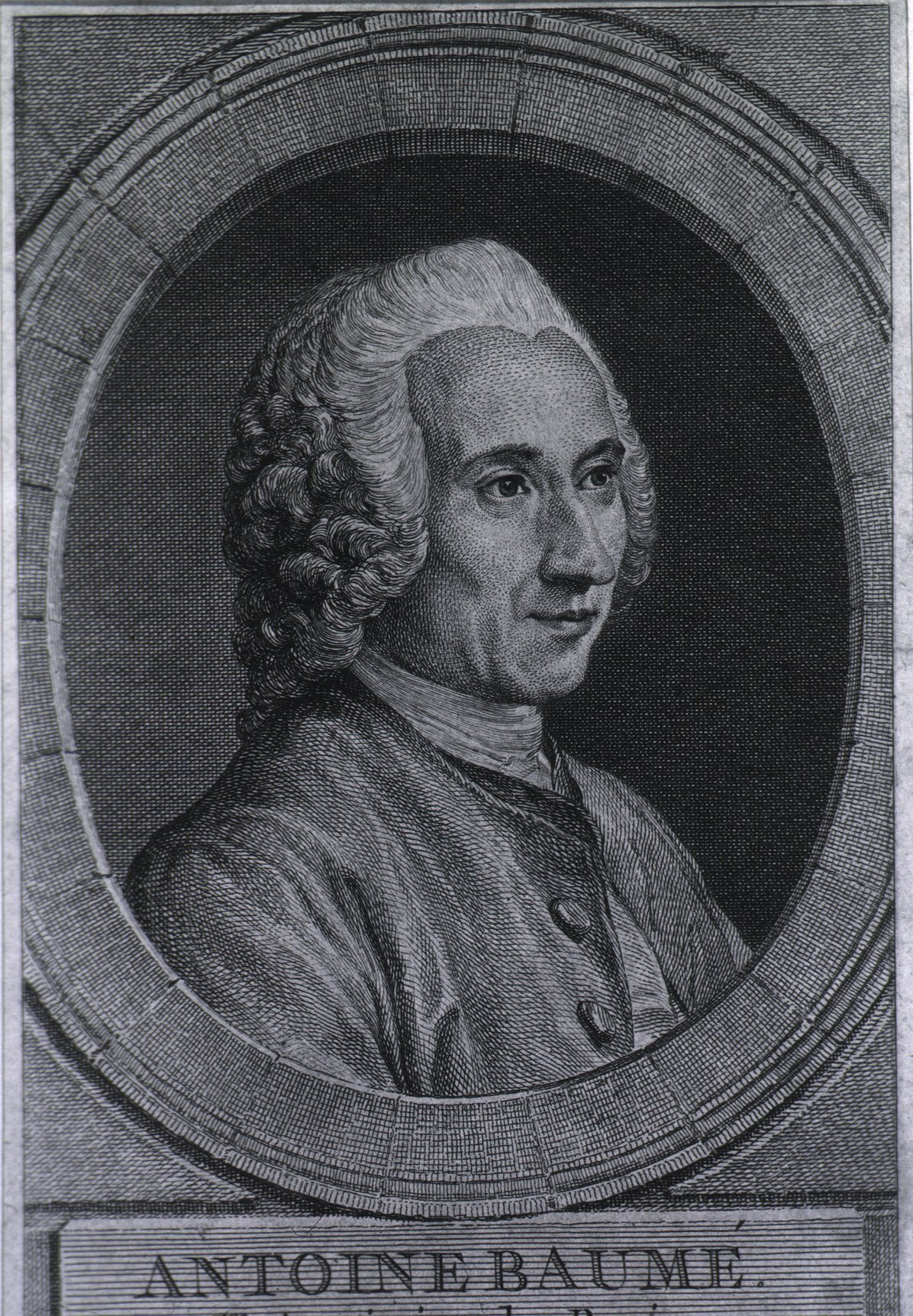
Antoine Baumé

Antoine Baumé (Senlis, 26 de fevereiro de 1728 — Paris, 15 de outubro de 1804) foi um farmacêutico, químico e inventor francês.
Foi o inventor da escala e do hidrômetro Baumé.
Foi também membro da Académie des Sciences francesa.

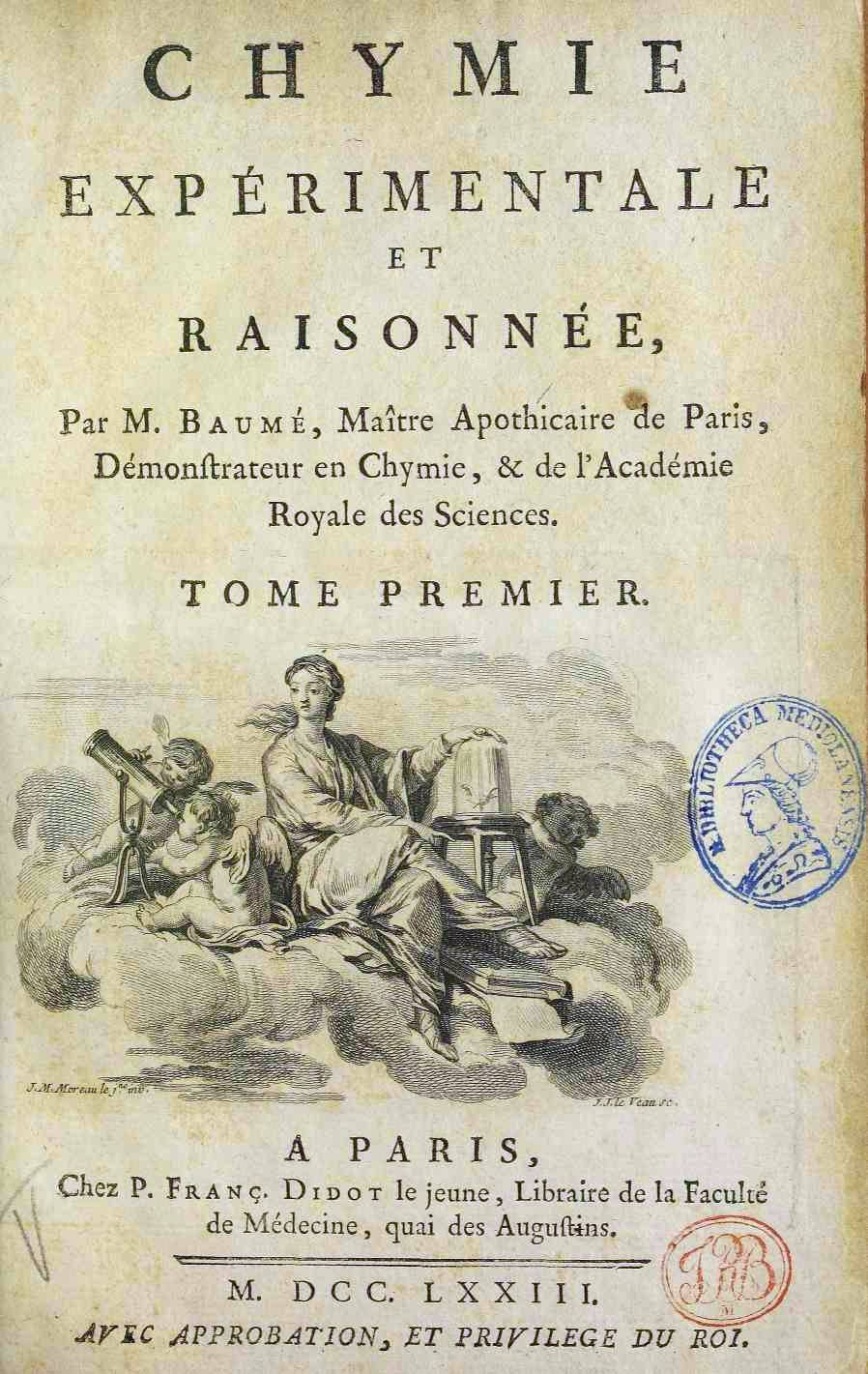
Chymie expérimentale et raisonnée, vol. 1, 1773